# Mieczysław Kobylański
Mieczysław Kobylański (ur. 1 stycznia 1920, zm. 30 kwietnia 1999 w Poznaniu) – polski lingwista skandynawista, anglista, doktor nauk filologicznych, wieloletni pracownik naukowy Uniwersytetu im. Adama Mickiewicza w Poznaniu. Współtwórca studiów skandynawskich w Polsce.

## Życiorys
Podczas II wojny światowej prowadził w Tarnowie tajne nauczanie.
Po zakończeniu wojny studiował anglistykę na Uniwersytecie Jagiellońskim.
W roku 1953 rozpoczął współpracę z Uniwersytetem Poznańskim na germanistyce jako lektor języka szwedzkiego. Jednocześnie wykładał naukę języka angielskiego na Katolickim Uniwersytecie Lubelskim.
Współtwórca Zakładu Skandynawistyki, a następnie Katedry Skandynawistyki na Wydziale Neofilologii Uniwersytetu im. Adama Mickiewicza.
Podczas II wojny światowej aktywnie z wielokrotnym narażaniem życia ukrywał Żydówkę Lolę Holdengraeber oraz jej córkę Rittę. Pomagał im w znajdowaniu kryjówek, zdobył dla nich „aryjskie papiery”, wynajmował mieszkanie, załatwił Loli Holdengraeber pracę w kantynie oficerskiej SS.
Po aresztowaniu Loli i wywiezieniu jej do niemieckiego nazistowskiego obozu koncentracyjnego Auschwitz, pomagał jej córce, Ricie. Z pomocą znajomego księdza wyrobił dziewczynce metrykę chrztu.
Rita mieszkała u Kobylańskich do lipca 1943 roku, do chwili gdy odnalazła ją krewna i zabrała ze sobą do Lwowa. Po wojnie Rita wyjechała do Kanady, jednak stale utrzymywała kontakt z Kobylańskimi.
25 grudnia 1984 roku Mieczysław Kobylański wraz z siostrą Jadwigą zostali uhonorowani przez Instytut Jad Waszem tytułem oraz medalem „Sprawiedliwy wśród Narodów Świata” za ratowanie Żydów podczas II wojny światowej.
Mieczysław Kobylański  skromnie podkreślał: „Nie zrobiliśmy niczego nadzwyczajnego, pomagaliśmy – tak było trzeba”.
Został również wyróżniony między innymi Medalem Komisji Edukacji Narodowej i Krzyżem Kawalerskim Orderu Odrodzenia Polski.
Zmarł 30 kwietnia 1999 roku w Poznaniu.